# Sedgwick, Cumbria
Sedgwick är en ort och civil parish i Storbritannien. Den ligger i grevskapet Cumbria och riksdelen England, i den centrala delen av landet, 400 km nordväst om huvudstaden London. Sedgwick ligger 41 meter över havet och antalet invånare är 349.
Terrängen runt Sedgwick är platt söderut, men norrut är den kuperad. Runt Sedgwick är det ganska tätbefolkat, med 60 invånare per kvadratkilometer. Närmaste större samhälle är Kendal, 5,6 km norr om Sedgwick. Trakten runt Sedgwick består i huvudsak av gräsmarker.
Kustklimat råder i trakten. Årsmedeltemperaturen i trakten är 6 °C. Den varmaste månaden är juli, då medeltemperaturen är 14 °C, och den kallaste är februari, med 0 °C.